# Krajní body Španělska

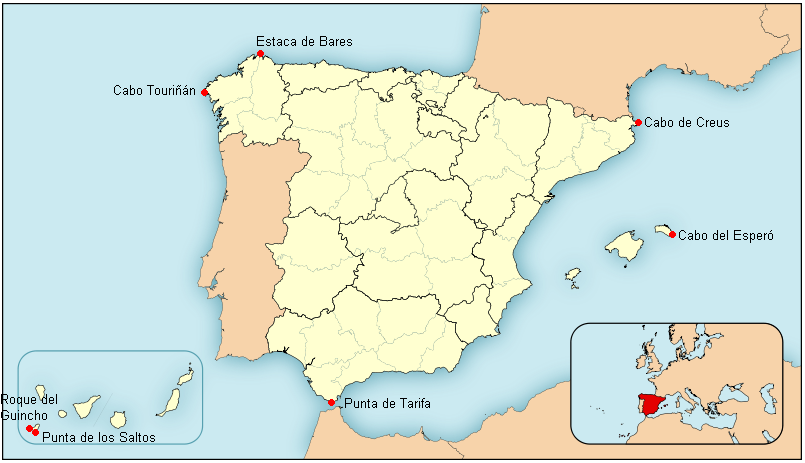
Mapa krajních bodů Španělska

Toto je seznam krajních bodů Španělska –⁠ bodů, které jsou severněji, jižněji, východněji nebo západněji než jakékoliv jiné místo.

## Španělsko
- Nejsevernější bod – Punta de Estaca de Bares, Mañón, A Coruña[1] na 43° s. š., 47° v. d.
- Nejjižnější bod – Punta de La Restinga, El Pinar del Hierro, Santa Cruz de Tenerife[1] na 27° s. š., 38° v. d.
- Nejzápadnější bod – Punta de la Orchilla, Frontera, Santa Cruz de Tenerife[1] na 27° s. š., 43° v. d.
- Nejvýchodnější bod – Ostrov La Mola, Maó-Mahón, Baleáry na 39° s. š., 52° v. d.
- Nejvyšší bod – Pico del Teide 3 715 m, Tenerife, Santa Cruz de Tenerife
- Bod nejvzdálenější od pobřeží – Otero, Toledo

## Španělská pevnina
- Nejsevernější bod – Punta de Estaca de Bares, A Coruña na 43° s. š., 47° v. d.
- Nejjižnější bod – Punta de Tarifa, Cádiz na 36° s. š., 0° v. d.
- Nejzápadnější bod – Cape Touriñán, A Coruña na 43° s. š., 2° v. d.
- Nejvýchodnější bod – Cap de Creus, Girona na 42° s. š., 19° v. d.
- Střed poloostrova je údajně přisuzován Cerru de los Ángeles v Getafe (16 km jižně od Madridu) na 40° s. š., 18° v. d.
- Nejvyšší bod – Mulhacén 3 478 m, Sierra Nevada, Granada
- Nejsevernější obec – Ortigueira na 43°40′59″ s. š., 7°51′ z. d.
- Nejjižnější obec – Tarifa na 36°0′55″ s. š., 5°36′20″ z. d.
- Nejzápadnější obec – Muxía na 43°6′17″ s. š., 9°13′5″ z. d.
- Nejvýchodnější obec – Cadaqués na 42°17′20″ s. š., 3°16′30″ v. d.

## Provinční hlavní města
- Nejsevernější: Santander na 43° s. š., 28° v. d.
- Nejjižnější: Las Palmas de Gran Canaria na 28° s. š., 9° v. d.
- Nejzápadnější: Santa Cruz de Tenerife na 28° s. š., 28° v. d.
- Nejvýchodnější: Gerona na 41° s. š., 59° v. d.
- Nejvyšší: Ávila – 1 132 m na 40° s. š., 39° v. d.